# Svante Arrhenius
Svante August Arrhenius (Vik, 19 febbraio 1859 – Stoccolma, 2 ottobre 1927) è stato un chimico e fisico svedese, premio Nobel per la chimica nel 1903 per la sua teoria sul trasferimento di ioni visti come responsabili del passaggio di elettricità.

## Biografia

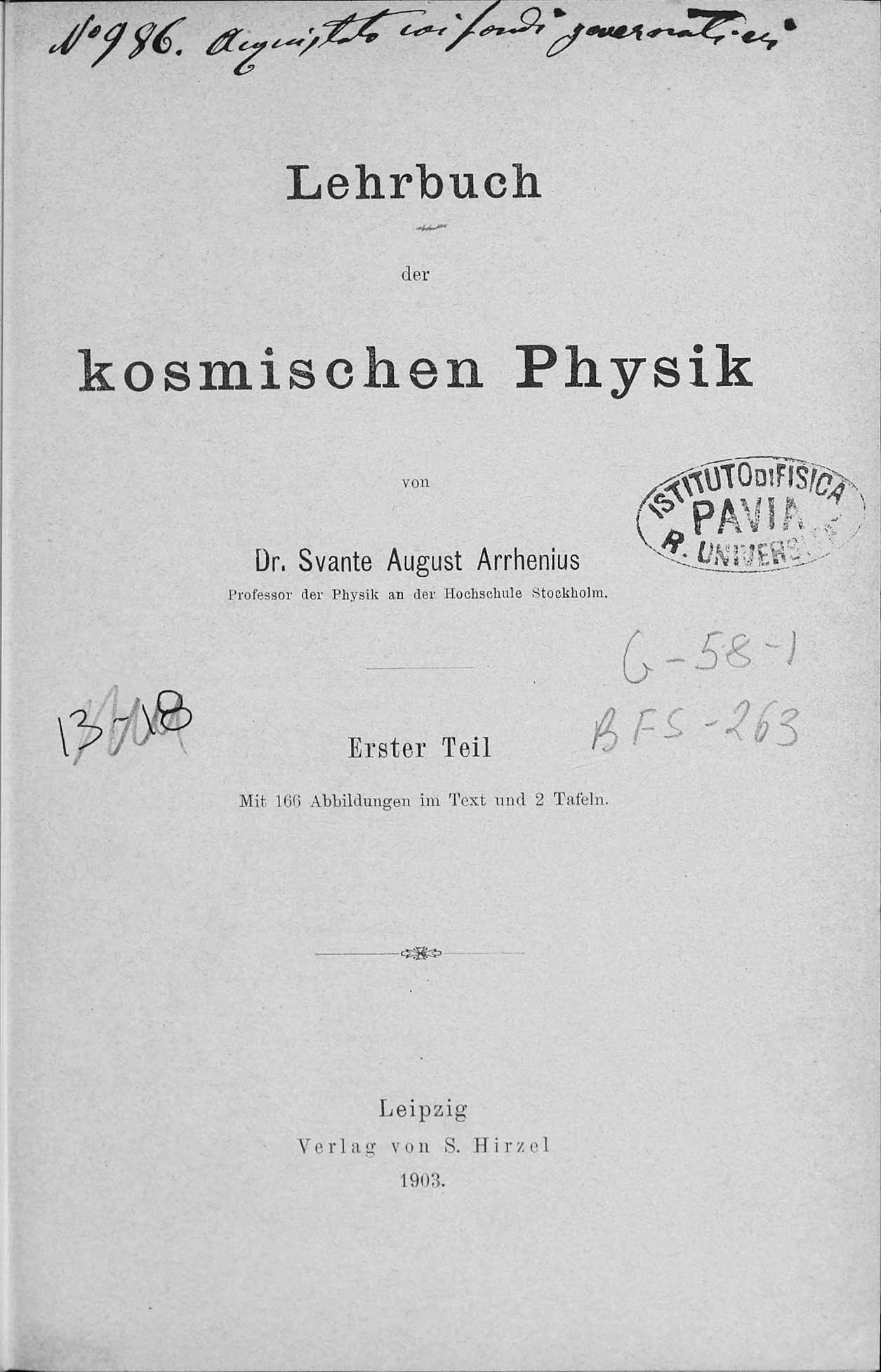
Lehrbuch der kosmischen Physik, 1903

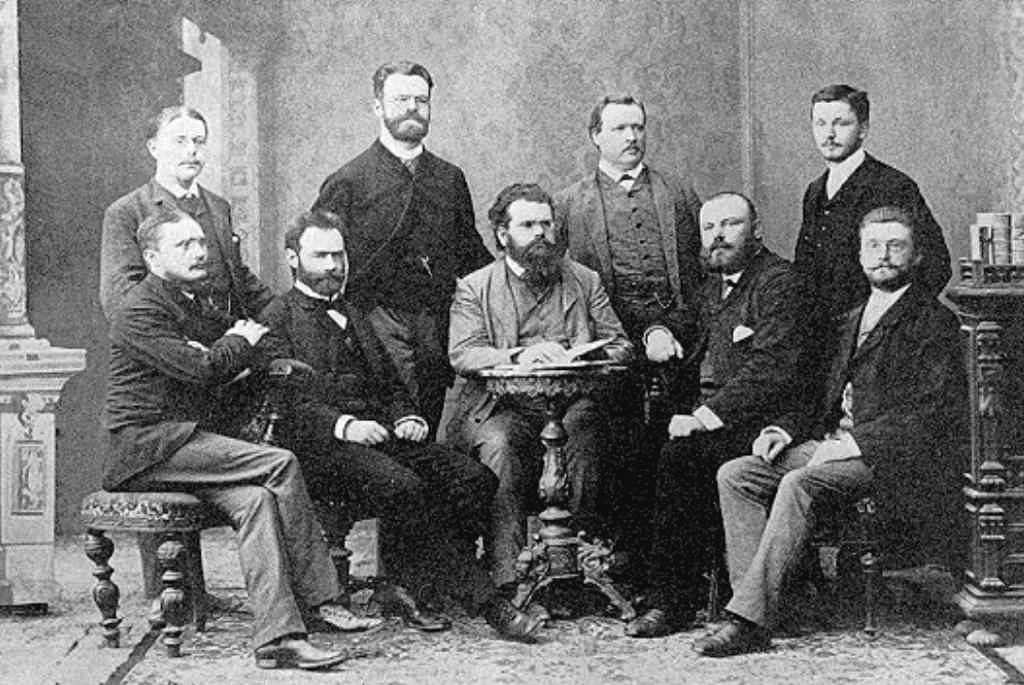
Arrhenius e colleghi a Graz, 1887. (in piedi, da sinistra) Nernst, Streintz, Arrhenius, Hiecke, (seduti, da sinistra) Aulinger, Ettingshausen, Boltzmann, Klemenčič, Hausmanninger

Nel 1860 i genitori decisero di trasferirsi a Uppsala dove il ragazzo crebbe e frequentò le scuole della Cattedrale, avendo un bravo insegnante di fisica. Qui manifestò interesse al calcolo aritmetico e, successivamente, per la matematica, la fisica e le scienze, una volta giunto alle scuole superiori. Nel 1876 si iscrisse all'Università di Uppsala per studiarvi matematica, chimica e fisica. Su suggerimento dei vari insegnanti di quest'ultima materia, si trasferisce all'Accademia delle Scienze di Stoccolma sotto la guida del professore E. Edlund.
Le sue ricerche lo portarono a studiare le affinità tra la chimica e l'elettricità (un'affinità già sospettata da Berzelius) elaborando la tesi di dottorato sul passaggio di elettricità attraverso le soluzioni. L'idea che stava alla base del suo lavoro era che fossero gli ioni i responsabili del fenomeno dell'elettrolisi: un'idea che, in occasione della sua dissertazione alla facoltà di Uppsala, non convinse la comunità scientifica.
Con le sue idee controverse, presto divenne un giovane ricercatore, sorprendendo sempre di più i personaggi di spicco dell'ambiente scientifico dell'epoca. Nel 1884 ricevette la cattedra di chimica fisica, fino a quel momento inesistente in Svezia. Nel 1889 formulò l'equazione di Arrhenius che metteva in relazione la costante di velocità con la variazione di temperatura.
La stessa comunità scientifica non mancò comunque di premiare nel 1903 le sue idee: in quell'anno, Arrhenius ottenne il premio Nobel per la chimica grazie alla sua teoria sul trasferimento di ioni visti come responsabili del passaggio di elettricità.
Ora i suoi interessi erano volti alla chimica dell'atmosfera, un campo nel quale studiò l'incidenza della CO2 sul clima costruendo il primo modello climatico globale, alla fisica cosmica e all'astrochimica, ambito nel quale rimase famosa la sua ipotesi che fosse la pressione della radiazione stellare a diffondere nell'universo il fenomeno vita sotto forma di spore, una teoria nota oggi con il nome di panspermia.
Negli ultimi anni della sua carriera si dedicò alla divulgazione scientifica scrivendo libri che vennero presto tradotti in molte lingue. Nel 1902 fu insignito della Medaglia Davy. Gli è stato dedicato un cratere sul pianeta Marte e uno sulla Luna.
Svante Arrhenius si sposò due volte. Nel 1894 sposò la sua ex allieva Sofia Rudbeck dalla quale nel 1895 ebbe il figlio Olof Vilhelm e infine divorziò nel 1896. Nel 1905 sposò Maria Johansson, dalla quale ebbe due figlie e un figlio.
Il 5 marzo 1905 divenne socio dell'Accademia delle scienze di Torino.

## Opere
- (DE) Lehrbuch der kosmischen Physik, vol. 1, Leipzig, Hirzel, 1903.
  - (DE) Lehrbuch der kosmischen Physik, vol. 2, Leipzig, Hirzel, 1903.